# Anton Coppola
Anton Coppola (21. března 1917 Brooklyn – 9. března 2020) byl americký dirigent a hudební skladatel, bratr skladatele Carmina Coppoly. Během druhé světové války byl kapelníkem vojenské kapely. Roku 1943 se jeho manželkou stala baletní tanečnice Marion Jane Miller, s níž měl jednu dceru. Od roku 1950 pak jeho manželkou byla Almerinda Coppola, opět baletní tanečnice, s níž měl dvě další děti (dceru a syna). V roce 1965 získal magisterský titul (skladatelství) na Manhattanské hudební škole. Je například autorem opery Sacco and Vanzetti (2001) o italských anarchistických přistěhovalcích (Aféra Sacco-Vanzetti). I ve svých sto letech stále dirigoval. Roku 2015 hrál postavu dirigenta v jedné epizodě seriálu Mozart in the Jungle.